# Британские вторжения в Рио-де-ла-Плату

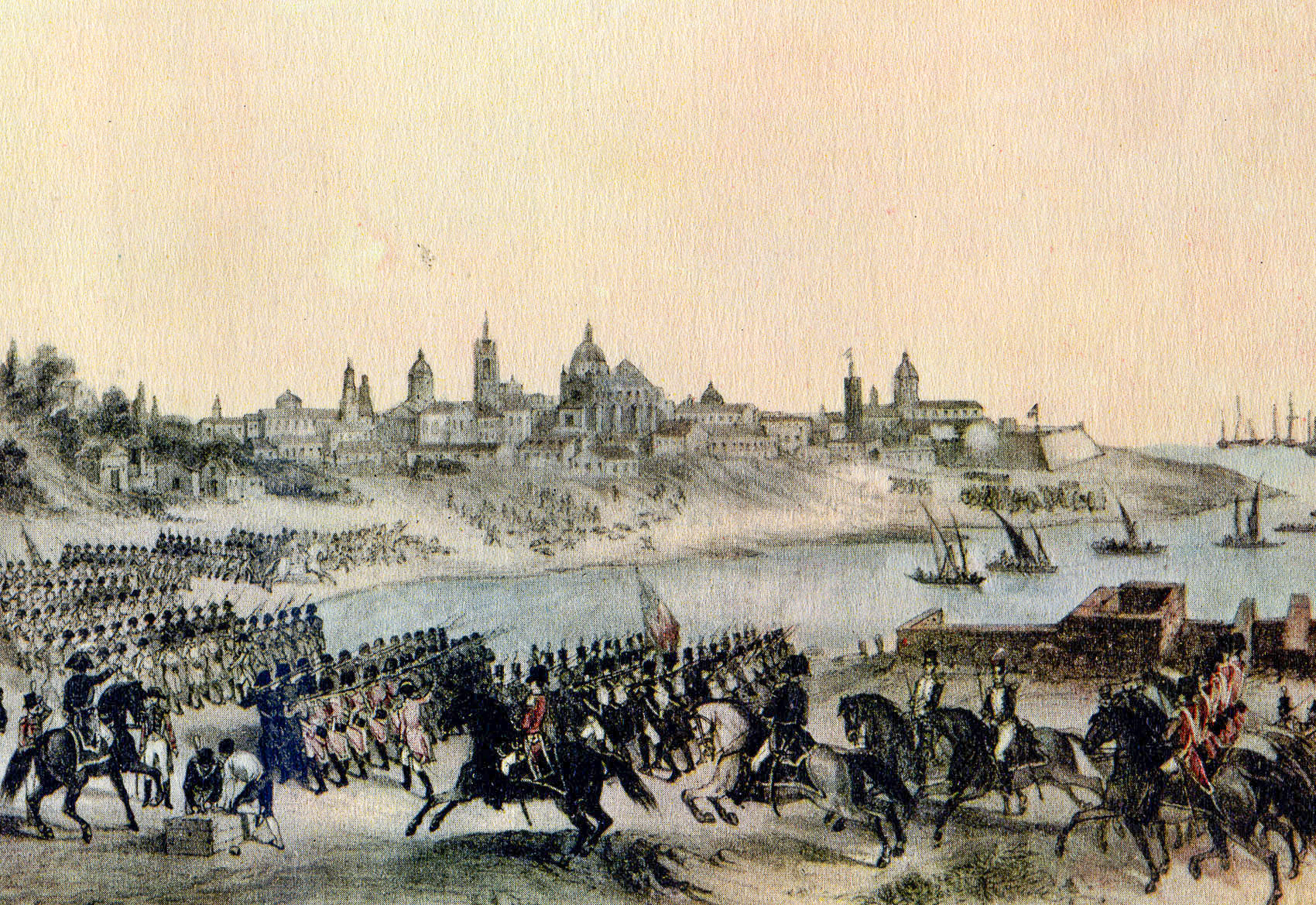
Атака англичан на Буэнос-Айрес (литография, 1807 г.)

Британские вторжения в Ри́о-де-ла-Пла́ту (исп. Invasiones Inglesas del Río de la Plata) представляли собой серию неудачных попыток со стороны Великобритании завладеть испанскими колониями в Южной Америке. Вторжения продолжались с 1806 по 1807 год, в рамках Наполеоновских войн и союза Испании с Францией (Война четвёртой коалиции).
Вторжения можно разделить на две основные фазы. Первая началась захватом Буэнос-Айреса британской армией в июне 1806 года и закончилась разгромом англичан 46 дней спустя. Во второй фазе, в феврале 1807 года британские подкрепления овладели Монтевидео, а в июле попытались снова захватить Буэнос-Айрес, но были вновь разбиты и в конечном итоге вынуждены капитулировать.
Активное сопротивление местного населения привело к ряду изменений в политической жизни вице-королевства и способствовало росту национального самосознания креолов, были созданы местные военные соединения. Всё это создало предпосылки для Майской революции 1810 года и провозглашения независимости Аргентины в 1816 году.

## Причины вторжения

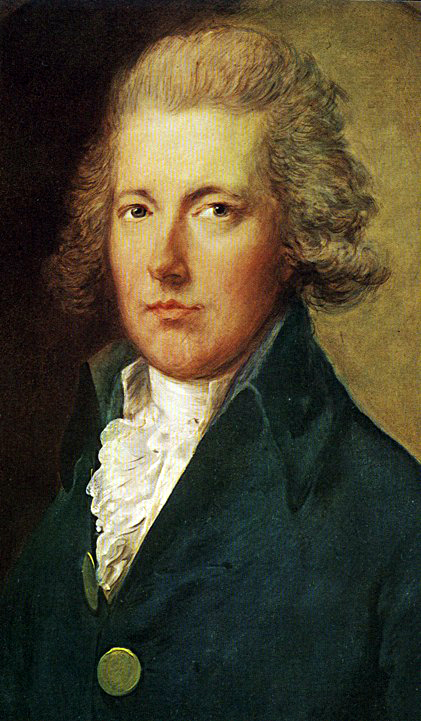
Уильям Питт Младший, премьер-министр Великобритании

Вице-королевство Рио-де-ла-Плата было самым молодым из четырёх существовавших в Америке, оно было выделено из вице-королевства Перу в 1776 году. Тем не менее оно страдало от тех же самых проблем, что и остальные испанские колонии — огромная территория, неразвитая система коммуникаций и очень слабая защищённость в сочетании с оппозиционными настроениями части креольской верхушки делали вице-королевство очень уязвимым.
Фактически, единственной причиной, по которой Британия не захватывала испанские колонии в Новом Свете, было отсутствие в этом необходимости. Несмотря на периодическое охлаждение отношений между государствами и даже военные действия, взаимовыгодная контрабандная торговля через порты Британской Вест-Индии или через португальскую Бразилию не прекращалась.
С другой стороны, торговля с испанскими колониями, несмотря на её важность, никогда не была жизненно необходимой для Британской империи: в 1805 году большая часть английского экспорта шла за пределы Европы: 27 % в США, 40 % в «другие части света» (включая Латинскую Америку), Старый свет импортировал оставшиеся 33 % товаров, таким образом даже потеря европейского рынка (как произошло после объявления Континентальной блокады в 1806 году) не вызывала бы необходимости в значительном расширении заокеанской торговли.
Даже после 12 декабря 1804 года, когда Испания объявила войну Великобритании и соединила свой флот с французским, британский премьер-министр Уильям Питт Младший не торопился атаковать испанские колонии. На тот момент непосредственное вторжение Наполеона грозило самой метрополии, и флот был занят блокадой французского побережья. Таким образом, непосредственных предпосылок к вторжению не было.

## Планы вторжения

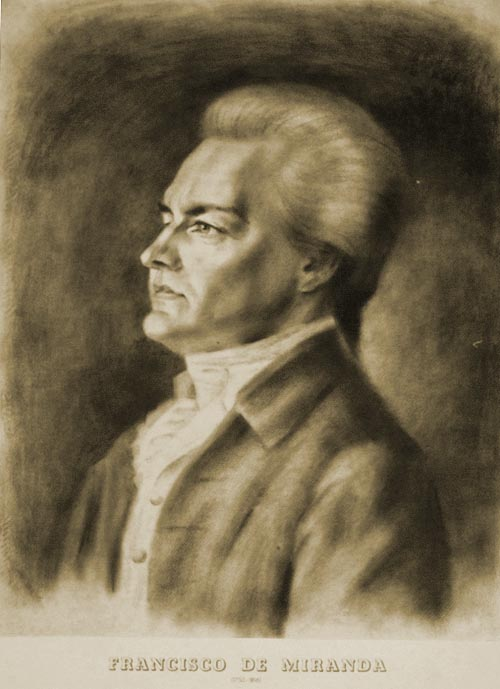
Франсиско де Миранда.

Одним из активных представителей национального движения в Южной Америке в конце XVIII — начале XIX вв. был Франсиско де Миранда, бывший офицер испанской армии, стремившийся к освобождению испанских колоний в Латинской Америке. Не найдя поддержки своим планам в США, Миранда отправился в 1785 году в Лондон где, благодаря протекции своего покровителя, бывшего губернатора британской Колонии Массачусетского залива Томаса Паунолла был принят премьер-министром империи Уильямом Питтом Младшим. Питт с интересом выслушал планы Миранды, но заявил, что реализовать что-то подобное можно только в случае войны между Британией и Испанией.
Тем не менее, Миранда остаётся в Лондоне, где поддерживает отношения с капитаном королевского флота Хоумом Пофамом, который и подготовил на основании идей венесуэльского революционера так называемый «меморандум Пофама». Меморандум, вручённый премьер-министру Уильяму Питту и первому лорду Адмиралтейства Генри Мелвиллу в октябре 1804 года, несколько корректировал идеи Миранды: согласно ему экспедиция планировалась исключительно против вице-королевства Рио-де-ла-Плата и малыми силами, Пофам заверял, что англичане будут встречены как освободители. Питт отвечал уклончиво, но при желании его слова можно было истолковать как разрешение. Что и сделал Пофам.

## Экспедиция к мысу Доброй Надежды
В июне 1805 года капитан первого ранга Хоум Пофам получил приказ доставить экспедиционный корпус генерала Дэвида Бэда для захвата голландской Капской колонии. Британцы уже захватывали её в 1795 году, после оккупации Францией Республики Соединённых Провинций, но были вынуждены вернуть её новообразованной Батавской республике по Амьенскому миру 1802 года. Теперь, находясь в состоянии новой войны с Наполеоном и зная о слабости местной власти, британцы решили поставить мыс Доброй Надежды под свой контроль.
4 января 1806 года британские силы с ходу взяли штурмом Кейптаун и подчинили Капскую Колонию. Месяц спустя Пофам узнал о разгроме австро-русской армии при Аустерлице и победе британского флота под Трафальгаром. Это означало, что Англии удалось сохранить господство на море, но она вновь осталась один на один с Наполеоном. В такой ситуации Пофам посчитал оправданным риском атаковать испанские колонии.
После небольшого торга генерал Бэд предоставил Пофаму около тысячи солдат, взамен их командир бригадный генерал Бересфорд назначался командующим всех британских сил, действующих против Рио-де-ла-Плата, а в случае захвата Буэнос-Айреса или Монтевидео получал пост губернатора. Это автоматически исключало провозглашение независимости колонии и означало потерю поддержки местного населения, являвшиеся краеугольными камнями «меморандума Пофама».
В Адмиралтейство было отправлено сообщение с описанием принятого решения. Не дожидаясь отрицательного ответа, Пофам отплыл в Южную Америку.

## Первое вторжение
Согласно первоначальному плану должен был быть атакован Монтевидео, но, оценив мощь укреплений, Пофам отказался от этой идеи. Тяжёлой сухопутной артиллерией англичане не обладали, а глубина порта оказалась всё же недостаточной для использования кораблей с тяжёлой артиллерией. Кроме того, Пофам обнаружил, что в Буэнос-Айресе располагалась казна вице-королевства. Это окончательно решило вопрос в пользу столицы вице-королевства.

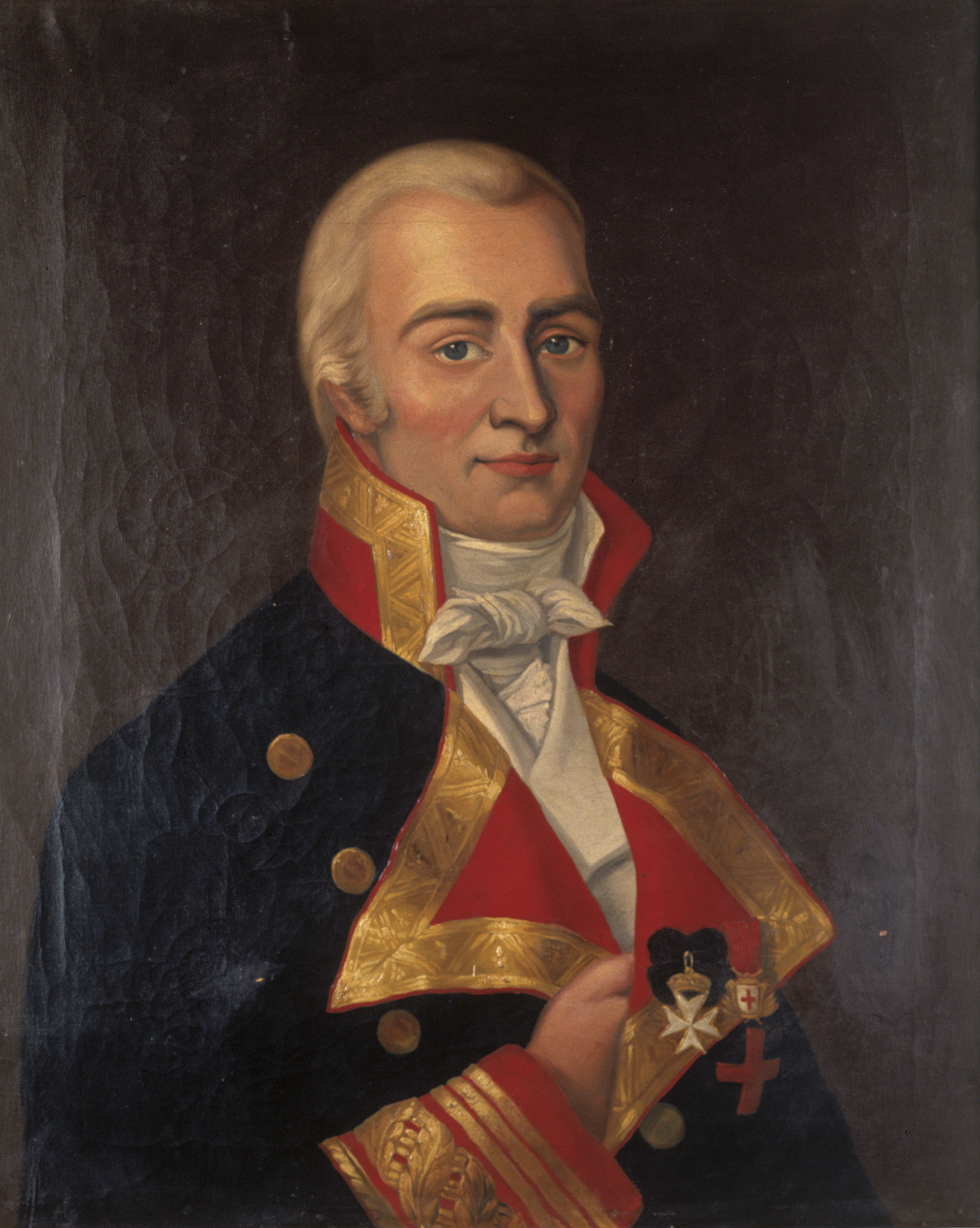
Сантьяго де Линьерс

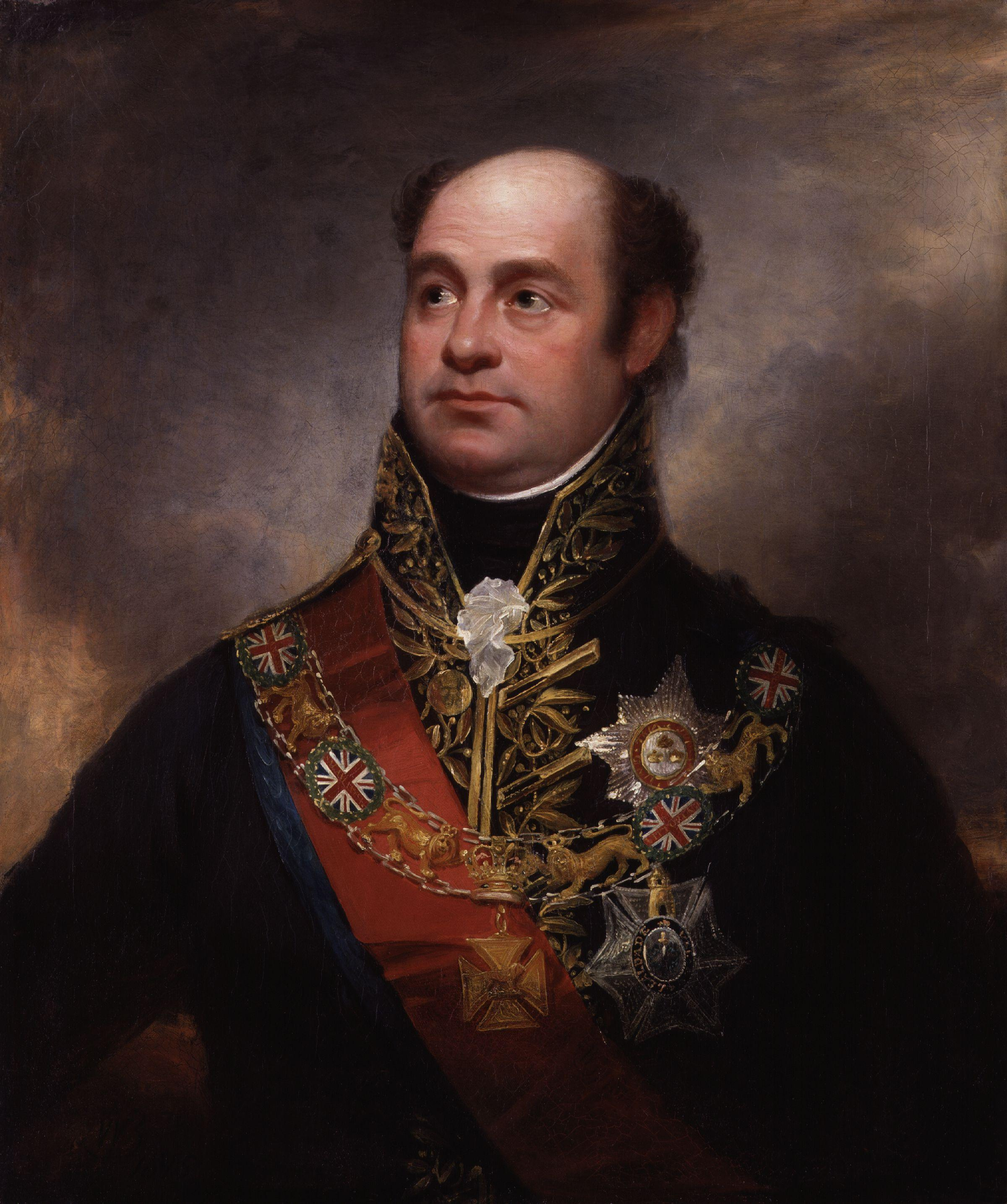
Уильям Бересфорд

Ранним утром 24 июня английская эскадра, состоящая из восьми кораблей, попыталась высадить десант у Энсенада-де-Барраган, но под огнём пушек укреплений и пришвартованного здесь фрегата «Нептун» была вынуждена отойти в поисках более безопасного места. Сантьяго де Линьерс немедленно сообщил о происшедшем вице-королю, тот спешно издал указ, предписывающий всем способным держать оружие мужчинам вступить в ряды ополчения в течение трёх дней. 25 июня англичане начали высадку на побережье Кильмеса.
Маркиз де Собремонте направил к месту высадки отряд из 500 человек с двумя пушками и одной гаубицей под командованием бригадного генерала Педро де Арсе с приказом остановить или задержать англичан. Тем не менее, испанцы даже не попытались атаковать высаживающийся десант, поскольку мэр Кильмеса уверил их, что нападающим не удастся преодолеть болотистую местность, отделяющую пляж от собственно берега. Весь день шёл дождь, войска де Арсе занимали хорошо укреплённые позиции на береговых высотах, а англичанам при атаке пришлось бы подниматься по размокшему склону. Тем не менее, когда на следующий день Бересфорд построил свои войска и начал наступление, испанцы дали всего несколько залпов и, увидев, что те не произвели должного эффекта, обратились в бегство. Англичанам достались три орудия и неповреждённые укрепления. 27 июня у реки Риачуэло испанцы были вновь разбиты. После этого Рафаэль де Собремонте назначил бригадного генерала Игнасио де Ла Кинтана ответственным за переговоры о сдаче города, а сам покинул столицу и отправился в Кордову.
Богатые слои общества были недовольны приходом британцев. Тем не менее, большая часть политиков присягнула им на верность. Религиозные деятели также присягнули на верность после того, как британцы пообещали не притеснять католиков. Однако основная часть населения не принимала британцев. Торговцы были недовольны отменой испанской монополии на торговлю и открытие свободной торговли, так как это вредило их интересам; одним из их лидеров был Мартин де Альсага.
Альсага организовал рытьё секретного туннеля в форт, где были расположены британцы, с целью заминировать его взрывчаткой. Хуан Мартин де Пуэйрредон организовал ополчение неподалёку от города, но был обнаружен прежде, чем войска были готовы, и его отряд был разбит. Сантьяго де Линьерс, который был назначен охранять соседнюю береговую батарею, пробрался в город, чтобы оценить ситуацию. Он убедил Альсагу придерживаться своего плана и отправился в Монтевидео. Губернатор Руис Уидобро отдал в его распоряжение 550 ветеранов и 400 солдат, чтобы вернуться в Буэнос-Айрес и попытаться отбить город. Собремонте занимался тем же в Кордове, но Линьерс добрался до Буэнос-Айреса первым.
4 августа 1806 года Линьерс со своим отрядом высадился в Лас-Кончас, к северу от Буэнос-Айреса, и, соединившись с войсками из Буэнос-Айреса и отрядом милиции из Монтевидео, направился к городу. 10 августа он взял под свой контроль стратегические точки Мисерере и Эль-Ретиро, которые контролировали вход в город с севера и запада. Генерал Бересфорд сдался 14 августа. Совет горожан принял решение сместить Собремонте с его поста и назначить вместо него Линьерса. Как было сказано выше, побег Собремонте в начале войны сделал его крайне непопулярным среди жителей Буэнос-Айреса. Потому Собремонте больше не возвращался в Буэнос-Айрес, а вместо этого переехал в Монтевидео. Совет горожан также принял решение подготовить город к отражению возможного повторного нападения британских войск.
Предвидя возможность повторного вторжения, в городе были сформированы несколько отрядов ополченцев из испанцев и креолов, в том числе, так называемый «Полк патрициев», который на настоящий момент является старейшим полком аргентинской армии. Создание таких отрядов вызвало озабоченность испанской элиты, которая опасалась попытки отделения от испанской короны.
Во время первого вторжения 71-й пехотный полк потерял в бою оба своих полковых знамени, которые в настоящее время хранятся в Аргентине. Во время второго вторжения была предпринята попытка вернуть оба флага. Но они были отбиты милицией Буэнос-Айреса и вернулись в монастырь Санто-Доминго. Ещё два знамени Британского Королевского флота также хранятся в монастыре.

## Второе вторжение

### Битва за Монтевидео

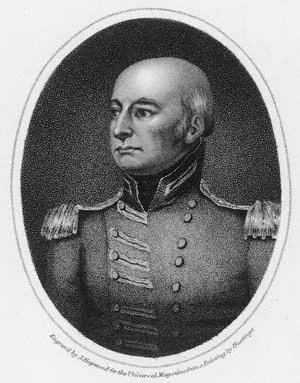
Джон Уайтлок, командующий вторым вторжением

3 февраля 1807 года Монтевидео, который защищали около 5000 солдат, был осаждён в 2 часа утра британским отрядом из 6000 человек под командованием генерала сэра Сэмюэля Аучмати и эскадрой под командованием адмирала сэра Чарльза Стерлинга. Так как подкрепление для защитников города находилось в пути из Буэнос-Айреса, было необходимо как можно скорее захватить город.
Город подвергся нападению со стороны 40-го полка и элитного 95-го (стрелкового) полка. На стенах британцы встретили серьёзное сопротивление испанских защитников, которые пытались остановить их продвижение, но они постепенно оттеснили обороняющихся. С другой стороны города был предпринят второй штурм, возглавляемый 87-м пехотным полком, атаковавшим горожан с тыла. Испанский губернатор Руис Уидобро принял ультиматум Аучмати о безоговорочной капитуляции около 5 часов утра. Испанцы потеряли убитыми и ранеными 1500 человек, ещё 2000 были взяты в плен, в то время как британцы потеряли убитыми и ранеными 600 человек. 
10 мая генерал-лейтенант Джон Уайтлок прибыл в Монтевидео, чтобы принять командование британскими силами в Рио-де-ла-Плата. 27 июня он предпринял вторую попытку захватить Буэнос-Айрес.

### Вторая битва за Буэнос-Айрес
1 июля армия во главе с Сантьяго де Линьерсом храбро сражалась, но была разбита превосходящими силами британцев в окрестностях города. В этот решающий момент Уайтлок не предпринимал попыток войти в город, но два раза потребовал капитуляции города. Между тем, мэр Буэнос-Айреса Мартин де Альсага организовал оборону города и направил людей на рытье окопов, укрепление зданий и возведение баррикад, что осуществлялось с большой поддержкой креолов, которые жаждали независимости. Наконец, через 3 дня после того как Уайтлок вынудил войска Линьерса отступить, Уайтлок решил атаковать Буэнос-Айрес. Уверенный в превосходстве своих солдат, он разделил свою армию на 12 отрядов и предпринял атаку без поддержки артиллерии. Его армия была встречена на улицах смешанными отрядами милиции, в которые входили в том числе и 686 африканских рабов, усиленные местным первым батальоном морской пехоты
и «Полком патрициев». Боевые действия продолжались на улицах Буэнос-Айреса 4 и 5 июля. Уайтлок недооценил важность городских боёв, в которых жители использовали кастрюли, наполненные горящей нефтью, которую они выливали на солдат с крыш домов, ранив несколько красных мундиров из 88-го полка.
К вечеру 5 июля британцы взяли под свой контроль районы Ретиро и Резедентиа, потеряв при этом около 70 офицеров и 1000 солдат, убитыми или ранеными, но центр города всё ещё был в руках защитников. К этому времени контратакой ополченцев и колониальных войск были разбиты несколько британских отрядов, в том числе отряд Роберта Крауфорда и Денниса Пака. Тогда Уайтлок предложил 24-часовое перемирие, которое было отклонено Линьерсом, приказавшим начать артиллерийский обстрел британских позиций.
Потеряв 311 человек убитыми, 679 ранеными и 1808 взятыми в плен или пропавшими без вести, Уайтлок подписал перемирие с Линьерсом 12 августа. Уайтлок покинул Рио-де-ла-Плата, прихватив с собой все британские силы из Буэнос-Айреса, Монтевидео и Колония-дель-Сакраменто. По возвращении в Великобританию он был осуждён военно-полевым судом и уволен со службы, главным образом, за сдачу Монтевидео. Линьерс был позже назначен вице-королём Рио-де-ла-Плата под властью испанской короны.